# 1843 aux États-Unis
Pour des articles plus généraux, voir Chronologie des États-Unis et 1843.
Chronologie des États-Unis
- 1839
- 1840
- 1841
- 1842
- 1843
- 1844
- 1845
- 1846
- 1847

Cette page concerne des événements d'actualité qui se sont produits durant l'année 1843 du calendrier grégorien aux États-Unis.

## Gouvernement
- Président : John Tyler (Whig)
- Vice-président : vacant
- Secrétaire d'État : Daniel Webster (Whig) jusqu'au 8 mai, puis secrétaire d'État intérimaire : Hugh S. Legaré à partir du 9 mai jusqu'au 9 juin, puis secrétaire d'État intérimaire : William S. Derrick à partir du 21 juin jusqu'au 23 juin, puis secrétaire d'État intérimaire : Abel P. Upshur à partir du 24 juin jusqu'au 23 juillet, puis secrétaire d'État : Abel P. Upshur à partir du 24 juillet
- Chambre des représentants - Président : John White (Whig) jusqu'au 4 mars puis John Winston Jones Démocrate à partir du 4 décembre

## Événements
- 3 mars : Disunion Letter. John Quincy Adams et douze élus wighs au Congrès s’opposent à l’annexion du Texas par les États-Unis[1].

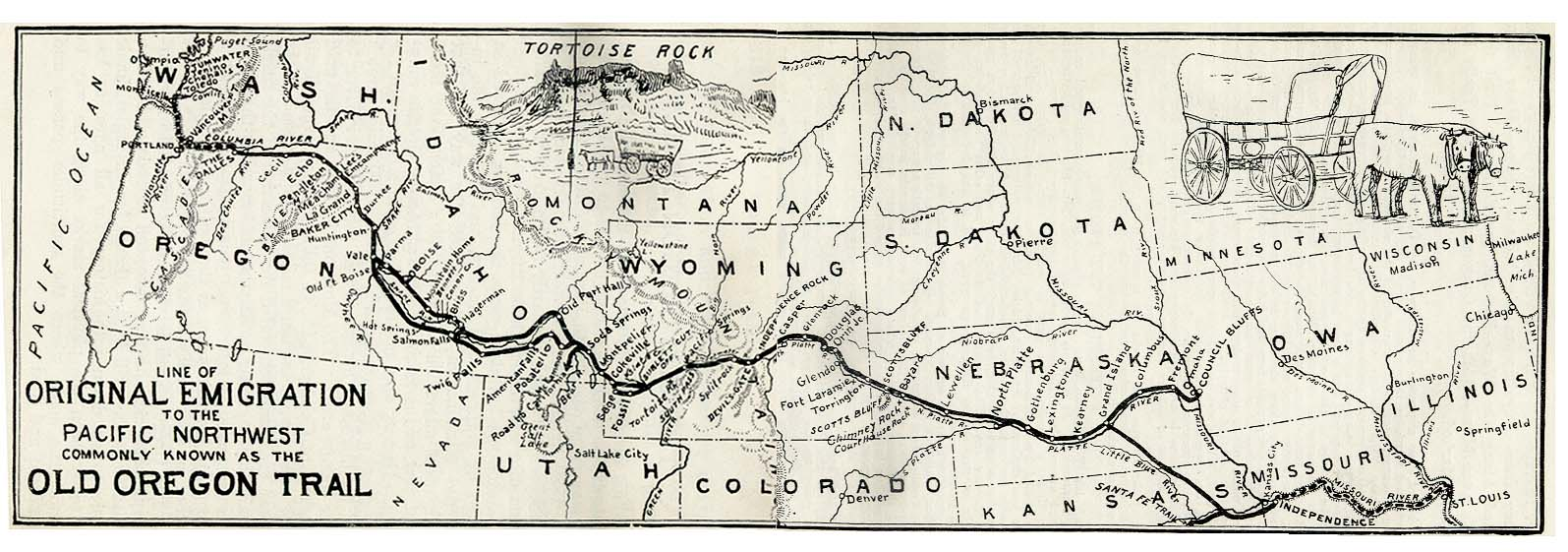
22 mai : ouverture de la piste de l'Oregon

- 2 mai : des colons américains déclarent le gouvernement provisoire de l'Oregon. Ce gouvernement a existé jusqu'au 3 mars 1849. Créé à un moment où aucun pays n'a la souveraineté sur la région, ce gouvernement indépendant a assuré un système légal et une défense commune pour les pionniers de la région. Comme présenté dans la section 1 du préambule aux lois organiques de la constitution de ce gouvernement temporaire, les colons étaient seulement d'accord avec ces lois « jusqu'au moment où les États-Unis étendront leur juridiction sur nous. »[2]
- 16 mai : bataille de Campêche entre les flottes du Mexique et du Texas[3].
- 22 mai : environ 875 pionniers quittent la ville d’Independence pour se diriger vers l’Oregon[4]. C’est le début d’une énorme vague de migration vers l’ouest (piste de l'Oregon).
- 29 mai : départ de Kansas City de l’expédition Frémont, qui explore la Californie, dont elle corrigera la cartographie, jusqu’alors approximative[5].
- Juin : naissance aux États-Unis de l'American Republican Party[6], parti des nativistes[7], qui regroupe des Américains qui exigent que l’accès à la fonction publique et le droit de vote soit interdit aux émigrants, notamment aux Irlandais, en majorité catholiques.
- 1er juillet : Ulysses S. Grant est diplômé de l'académie militaire de West Point, (New York), classé 21e dans une promotion de 39 élèves.
- 23 août : le président Santa Anna annonce que l’annexion du Texas par les États-Unis serait considéré comme un acte de guerre par le Mexique[8].
- 13 octobre : fondation de l'ordre indépendant du B'nai B'rith, la plus vieille organisation juive toujours en activité dans le monde, à New York.
- Fondation d'Abbeville (Louisiane) par des descendants Acadiens venus de Nouvelle-Écosse.
- Publication par Edgar Allan Poe de la  nouvelle Le Cœur révélateur (en anglais, The Tell-Tale Heart).
- Publication de l'Histoire de la conquête du Mexique par William H. Prescott.

## Naissances
- 10 janvier : Frank James, († 18 février 1915), est le frère et le complice de Jesse James, chef du gang James-Younger, une des plus célèbres bandes de hors-la-loi de l'histoire de l'Ouest américain.
- 29 janvier : William McKinley, futur président des États-Unis († 1901).
- 3 février : William Van Horne, (né à Chelsea, en Illinois - † 11 septembre 1915, Montréal, Québec) est un homme d'affaires canadien d'origine américaine. Il fut un des pionniers du transport ferroviaire nord-américain.
- 4 avril : William Henry Jackson, († 30 juin 1942), peintre, photographe et explorateur américain, célèbre pour ses documents sur l'Ouest américain.
- 15 avril : Henry James, écrivain († 1916).
- 6 mai : Grove Karl Gilbert, géologue († 1918).
- 4 juin : Charles Conrad Abbott, archéologue et naturaliste († 1919).
- 5 juin : Samuel Garman (mort en 1927), zoologiste américain.
- 1er août : Robert Todd Lincoln, (né à Springfield (Illinois) - † 26 juillet 1926), est un homme d'État américain et le premier fils d'Abraham Lincoln, président des États-Unis d'Amérique, le seul de ses quatre fils à atteindre l'âge adulte.

## Décès

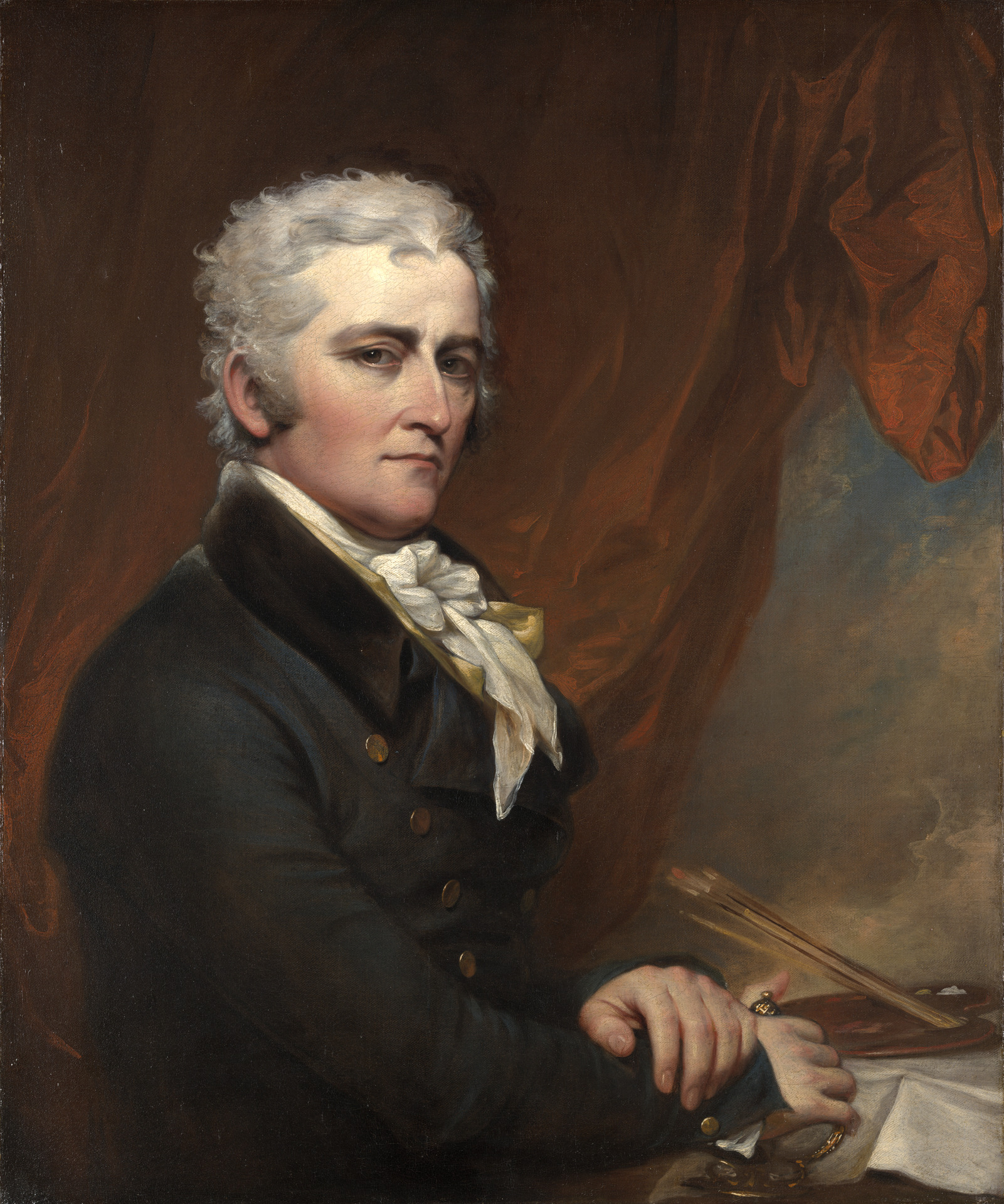
John Trumbull

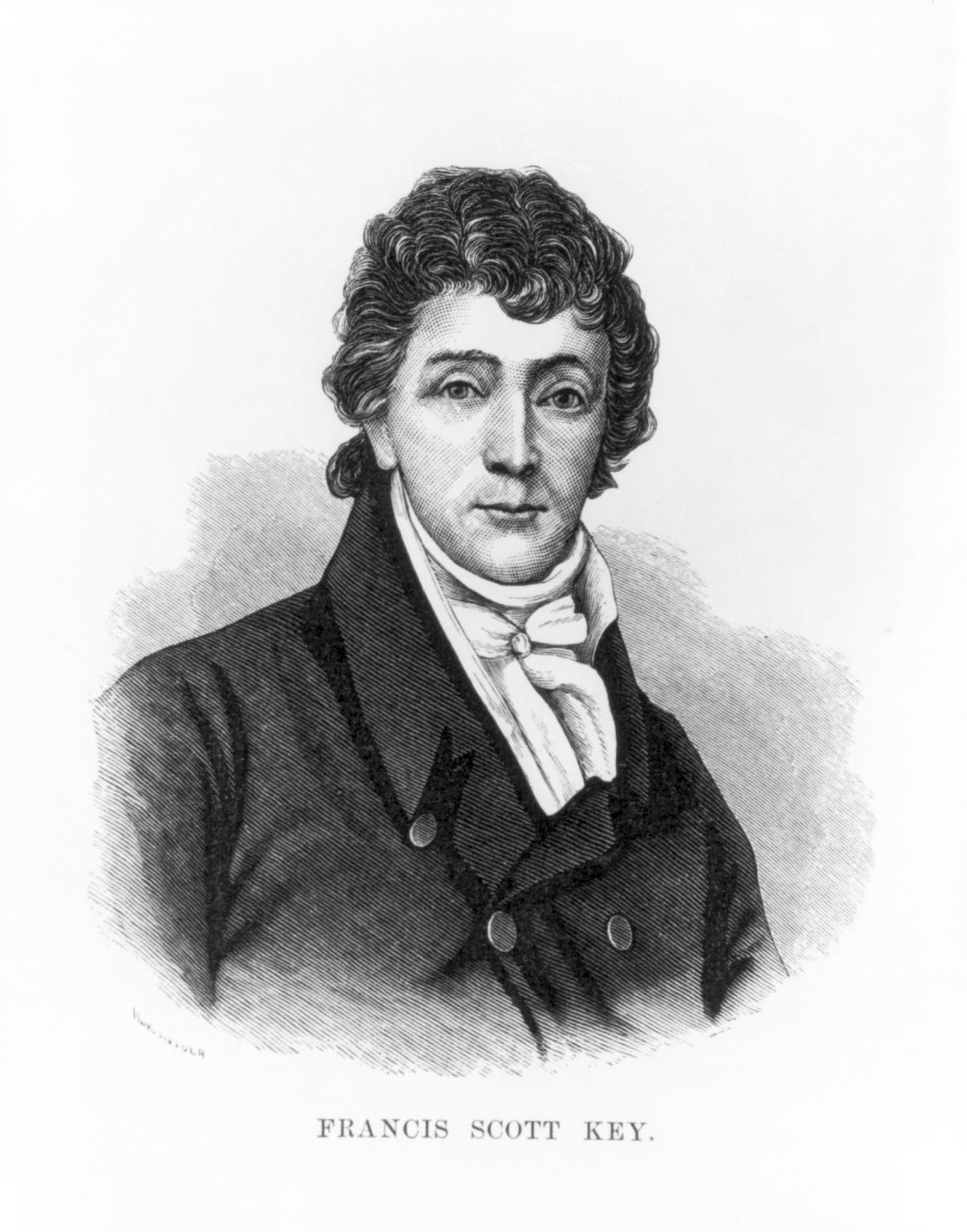
Portrait de Francis Scott Key.

- 11 janvier : Francis Scott Key, (né le 1er août 1779), est un avocat célèbre pour avoir écrit les paroles de l'hymne national de son pays, The Star-Spangled Banner (la bannière étoilée).
- 17 avril : Samuel Morey est un inventeur né le 23 octobre 1762. Il développa le premier moteur à combustion interne en 1826, lequel fonctionnait avec un mélange d'éthanol et de térébenthine[9].
- 28 mai : Noah Webster, (né le 16 octobre 1758), est un lexicographe, auteur, réformateur orthographique, écrivain politique, et éditeur.
- 9 juillet : Washington Allston, (né en 1779), surnommé le Titien américain, est un peintre d'histoire, de paysages et de portraits, un poète et un écrivain.
- 30 septembre : Richard Harlan, médecin, zoologiste et paléontologue (° 1796).
- 10 novembre : John Trumbull (né le 6 juin 1756) est un peintre américain contemporain de la guerre d'indépendance américaine.

#### Articles généraux
- Histoire des États-Unis de 1776 à 1865
- Évolution territoriale des États-Unis